# Sebastião da Silva Furtado
Sebastião da Silva Furtado (Lages, 20 de janeiro de 1869 — Lages, 12 de dezembro de 1915) foi um advogado provisionado, jornalista e político brasileiro.
Filho e Moisés da Silva Furtado e de Emília Ribeiro Furtado. Casou com Júlia Ramos Furtado, filha de Francisco Vitorino dos Santos Furtado e de Maria Gertrudes Ramos.
Foi deputado ao Congresso Representativo de Santa Catarina na 2ª legislatura (1896 — 1897), na 3ª legislatura (1898 — 1900), na 6ª legislatura (1907 — 1909), na 7ª legislatura (1898 — 1900), e na 8ª legislatura (1913 — 1915).